# Djéus
*Djéus „Nebe“ či *Djéus Ptér „Nebe-Otec“ je rekonstruovaný praindoevropský bůh nebes a denního světla, předchůdce řeckého Dia, římského Jupitera, védského Djause a dalších božstev. Zatímco jeho jméno zůstalo u různých indoevropských populací podobné, v rovině mýtu se vývoj výrazně lišil. Původně pravděpodobně představoval vševědoucího pasivního otce bohů, jež neměl výraznější kult, v řeckém a římském náboženství však převzal hromovládnou úlohu, předtím zastávanou *Perkwunem, a s ní i funkci krále bohů.

## Etymologie
Samotný praindoevropský výraz *djéus „nebe“ vychází z *diw/*dju „jasné nebe, světlo dne“ a to z *di/*dei „vydávat světlo“. Je blízce příbuzné výrazu *deiwós „bůh, nebešťan“. Jméno tohoto božstva je rekonstruováno na základě historické lingvistiky a v závislosti na zvolené metodě se může u různých badatelů lišit, například:
- *di̯ḗus ph̥atḗr, James Mallory, Douglas Adams, Encyclopedia of Indo-European Culture, 1997
- *di̯ēus-pətēr, Julius Pokorny, Indogermánský etymologický slovník
- 't'yeu(s)-phH̥ther-, Tamaz Gamkrelidze,  Vjačeslav Vsevolodovič Ivanov, Indo-European and the Indo-Europeans, 1994
- d(i)yéus Martin L. West, Indo-European Poetry and Myth, 1997

## Následovníci
Jméno Djéus, Djéus Ptér či obdobná vazba se ozývá ve jménech či titulech  mnoha indoevropských božstev:
- latinský Iuppiter, nejspíše ustrnulý vokativ praitalického *Djous Patér[3]
- latinský Dius Fidius
- umbrijský Iupater, oskáský Dípatír a další italická jména
- řecký Zeus
- ilyrský Deipaturos
- védský Djaus Pitar
- lotyšský Debess tēvs
- chetitský Sius, luvijský Tiwat, palajský Tijat
- frýgský Tij a Bagos Papaios
- messapský Zis či Dis
- skytský Papaios
- slovanský Dyj a Div

Svojí funkci Djéusovi odpovídá i pravděpodobně i baltský Dievas a severský Tý, ale jména těchto božstev jsou odvozena od *deiwós „bůh“, nikoliv od *djéus. Nejistá je také spojitost Djéuse s irským Dagdou titulovaným jako Ollathair „vše-otec“ nebo slovanským Stribogem, jehož jméno je někdy vykládáno jako „otec-bůh“.
Djéusovo jméno se objevuje také ve jménech jeho potomků: *Népotes Diwós „potomků Nebe“ a *Dhugtér Diwós „dcery Nebe“. Druhé zmiňované jméno se objevuje jako titul několika bohyň:
- litevské Diẽvo dukte – Saulytė
- řecké Dios thygatér (Διός θυγάτηρ) – titul Afrodity, Athény, Múzy a Heleny
- řecké Diá - titul Éós
- védské Divo duhitá – titul Ušas